# Czarna Białostocka
Czarna Białostocka is een stad in het Poolse woiwodschap Podlachië, gelegen in de powiat Białostocki en gemeente Czarna Białostocka. De oppervlakte bedraagt 14,28 km², het inwonertal 9582 (2005).

## Verkeer en vervoer
- Station Czarna Białostocka